# عروسی بزرگ
عروسی بزرگ (به انگلیسی: The Big Wedding) فیلمی محصول سال ۲۰۱۳ آمریکا به کارگردانی جاستین زاکهام است. در این فیلم بازیگرانی همچون رابرت د نیرو، دایان کیتن، بن بارنز، کاترین هیگل، آماندا سایفرد، توفر گریس، سوزان ساراندون، رابین ویلیامز، کریستین ابرسول، پاتریشیا ری و دیوید راشی ایفای نقش کرده‌اند.

## خلاصه
یک زوج طلاق گرفته (رابرت دنیرو و دایان کیتن) برای عروسی پسرشان در جمع مهمانان وانمود می‌کنند که هنوز زن و شوهر هستند و با هم رابطهٔ خوبی دارند…